# EPrix van Buenos Aires 2017
De ePrix van Buenos Aires 2017 werd gehouden op 18 februari 2017 op het Puerto Madero Street Circuit. Het was de derde race van het seizoen.
De race werd gewonnen door Sébastien Buemi voor het team Renault e.Dams, zijn derde overwinning op een rij. Jean-Éric Vergne behaalde met een tweede plaats het eerste podium voor zijn team Techeetah en ABT Schaeffler Audi Sport-coureur Lucas di Grassi, die de race vanaf pole position mocht aanvangen, maakte het podium compleet.

## Kwalificatie
| Pos                 | No | Coureur                | Team                           | Q1       | Q2       | Grid |
| ------------------- | -- | ---------------------- | ------------------------------ | -------- | -------- | ---- |
| 1                   | 11 | Lucas di Grassi        | ABT Schaeffler Audi Sport      | 1:09.084 | 1:09.404 | 1    |
| 2                   | 25 | Jean-Éric Vergne       | Techeetah                      | 1:08.751 | 1:09.598 | 2    |
| 3                   | 9  | Sébastien Buemi        | Renault e.Dams                 | 1:09.018 | 1:09.825 | 3    |
| 4                   | 88 | Oliver Turvey          | NextEV NIO                     | 1:09.314 | 1:10.075 | 4    |
| 5                   | 3  | Nelson Piquet jr.      | NextEV NIO                     | 1:09.383 | 1:11.274 | 5    |
| 6                   | 8  | Nicolas Prost          | Renault e.Dams                 | 1:09.442 |          | 6    |
| 7                   | 20 | Mitch Evans            | Panasonic Jaguar Racing        | 1:09.505 |          | 7    |
| 8                   | 19 | Felix Rosenqvist       | Mahindra Racing Formula E Team | 1:09.681 |          | 8    |
| 9                   | 7  | Jérôme d'Ambrosio      | Faraday Future Dragon Racing   | 1:09.697 |          | 9    |
| 10                  | 2  | Sam Bird               | DS Virgin Racing               | 1:09.839 |          | 10   |
| 11                  | 4  | Stéphane Sarrazin      | Venturi Formula E Team         | 1:10.100 |          | 11   |
| 12                  | 23 | Nick Heidfeld          | Mahindra Racing Formula E Team | 1:10.152 |          | 12   |
| 13                  | 27 | Robin Frijns           | MS Amlin Andretti              | 1:10.172 |          | 13   |
| 14                  | 6  | Loïc Duval             | Faraday Future Dragon Racing   | 1:10.257 |          | 14   |
| 15                  | 47 | Adam Carroll           | Panasonic Jaguar Racing        | 1:10.946 |          | 15   |
| 16                  | 66 | Daniel Abt             | ABT Schaeffler Audi Sport      | 1:13.284 |          | 16   |
| 17                  | 28 | António Félix da Costa | MS Amlin Andretti              | 1:13.326 |          | 17   |
| 110% tijd: 1:29.092 |    |                        |                                |          |          |      |
| 18                  | 37 | José María López       | DS Virgin Racing               | 1:16.760 |          | 20   |
| 19                  | 33 | Ma Qing Hua            | Techeetah                      | 1:22.405 |          | 19   |
| 20                  | 5  | Maro Engel             | Venturi Formula E Team         | 1:44.239 |          | 18   |

## Race
| Pos | No | Coureur                | Team                           | Rondes | Tijd/Oorzaak uitval | Grid | Punten |
| --- | -- | ---------------------- | ------------------------------ | ------ | ------------------- | ---- | ------ |
| 1   | 9  | Sébastien Buemi        | Renault e.Dams                 | 37     | 45:45.623           | 3    | 25     |
| 2   | 25 | Jean-Éric Vergne       | Techeetah                      | 37     | +2.996              | 2    | 18     |
| 3   | 11 | Lucas di Grassi        | ABT Schaeffler Audi Sport      | 37     | +6.921              | 1    | 18     |
| 4   | 8  | Nicolas Prost          | Renault e.Dams                 | 37     | +8.065              | 6    | 12     |
| 5   | 3  | Nelson Piquet jr.      | NextEV NIO                     | 37     | +9.770              | 5    | 10     |
| 6   | 6  | Loïc Duval             | Faraday Future Dragon Racing   | 37     | +35.103             | 14   | 8      |
| 7   | 66 | Daniel Abt             | ABT Schaeffler Audi Sport      | 37     | +35.801             | 16   | 6      |
| 8   | 7  | Jérôme d'Ambrosio      | Faraday Future Dragon Racing   | 37     | +36.335             | 9    | 4      |
| 9   | 88 | Oliver Turvey          | NextEV NIO                     | 37     | +37.111             | 4    | 2      |
| 10  | 37 | José María López       | DS Virgin Racing               | 37     | +38.206             | 20   | 1      |
| 11  | 28 | António Félix da Costa | MS Amlin Andretti              | 37     | +43.740             | 17   |        |
| 12  | 4  | Stéphane Sarrazin      | Venturi Formula E Team         | 37     | +44.243             | 11   |        |
| 13  | 20 | Mitch Evans            | Panasonic Jaguar Racing        | 37     | +44.918             | 7    |        |
| 14  | 27 | Robin Frijns           | MS Amlin Andretti              | 37     | +49.683             | 20   |        |
| 15  | 23 | Nick Heidfeld          | Mahindra Racing Formula E Team | 37     | +51.456             | 12   |        |
| 16  | 33 | Ma Qing Hua            | Techeetah                      | 36     | +1 ronde            | 19   |        |
| 17  | 20 | Adam Carroll           | Panasonic Jaguar Racing        | 36     | +1 ronde            | 15   |        |
| 18  | 19 | Felix Rosenqvist       | Mahindra Racing Formula E Team | 34     | +3 ronden           | 8    | 1      |
| DNF | 5  | Maro Engel             | Venturi Formula E Team         | 26     | Energie             | 18   |        |
| DNF | 2  | Sam Bird               | DS Virgin Racing               | 20     | Ongeluk             | 10   |        |

## Standen na de race

### Coureurs
| Positie | Rijder           | Team                           | Punten |
| ------- | ---------------- | ------------------------------ | ------ |
| 1       | Sébastien Buemi  | Renault e.Dams                 | 75     |
| 2       | Lucas di Grassi  | ABT Schaeffler Audi Sport      | 46     |
| 3       | Nicolas Prost    | Renault e.Dams                 | 36     |
| 4       | Jean-Éric Vergne | Techeetah                      | 22     |
| 5       | Felix Rosenqvist | Mahindra Racing Formula E Team | 20     |

### Constructeurs
| Positie | Team                           | Punten |
| ------- | ------------------------------ | ------ |
| 1       | Renault e.Dams                 | 111    |
| 2       | ABT Schaeffler Audi Sport      | 60     |
| 3       | Mahindra Racing Formula E Team | 37     |
| 4       | NextEV NIO                     | 25     |
| 5       | Techeetah                      | 22     |